# Steven Pressley
Steven John Pressley (* 11. Oktober 1973 in Elgin, Schottland) ist ein ehemaliger schottischer Fußballspieler und aktueller -trainer. 

## Spielerkarriere
Pressley wuchs in Dalgety Bay auf und spielte in der Jugend zuletzt im Nachbarstädtchen beim BC Inverkeithing, bevor er 1990 seinen ersten Profivertrag bei den Glasgow Rangers bekam.
1994 wechselte er für 600.000 Pfund nach England zu Coventry City, wo er aufgrund einer schweren Verletzung nicht Fuß fassen konnte und kehrte ein Jahr später nach Schottland, zu Dundee United, zurück.
1998 folgte dann der Wechsel zu Heart of Midlothian, wo Pressley endgültig den Durchbruch schaffte; er wurde Kapitän des Teams und schottischer Nationalspieler. Im Januar 2007 wechselte der routinierte Abwehrspieler nach Glasgow zu Celtic und spielte dort bis 2008.

## Trainerkarriere

### FC Falkirk
Am 11. Februar 2010 übernahm der bisherige Co-Trainer Steven Pressley den Cheftrainerposten beim schottischen Erstligisten FC Falkirk, stieg jedoch am Saisonende aus der Scottish Premier League 2009/10 in die zweite Liga ab. In den Spielzeiten 2010/11 und 2011/12 führte er seine Mannschaft jeweils auf den dritten Tabellenrang der Scottish Football League First Division.

### Coventry City
Am 8. März 2013 wurde Pressley als neuer Trainer des englischen Drittligisten Coventry City vorgestellt.

### FC Dundee
Nachdem Pressley ab 2021 als „Leiter für individuelle Spielerentwicklung“ beim FC Brentford gearbeitet hatte, wurde er im Juni 2025 zum neuen Cheftrainer des FC Dundee ernannt.